# Ольгин пруд
О́льгин пруд — пруд в Колонистском парке Петергофа. Памятник архитектуры федеральной категории охраны.

## Физико-географическая характеристика
Ольгин пруд находится рядом с Правленской, Царицынской, Самсониевской улицами, Санкт-Петербургским проспектом.
Неподалёку от пруда расположены собор Петра и Павла и Верхний сад.
Пруд разделён на две части, соединённые протокой. В центральной части пруда расположено два острова (Ольгин и Царицын), которые соединены между собой и с берегом паромными пристанями.
Пруд соединён Ольгинским каналом с вышележащими прудами, которые питают водой как Ольгин пруд, так и Петергофские фонтаны через водовод на дне Самсониевского канала, который расположен параллельно Ольгинскому каналу. Через Краснопрудский канал вода из Ольгиного пруда вытекает в Красный пруд, расположенный вблизи Нижнего парка Петергофа на несколько метров ниже по уровню.
Размеры пруда: длина — 469 м, ширина — 298 м. Максимальная глубина пруда: 2 метра. Отметка уровня воды: 26 метров над уровнем моря. В летнее время на пруду водится большое число уток.

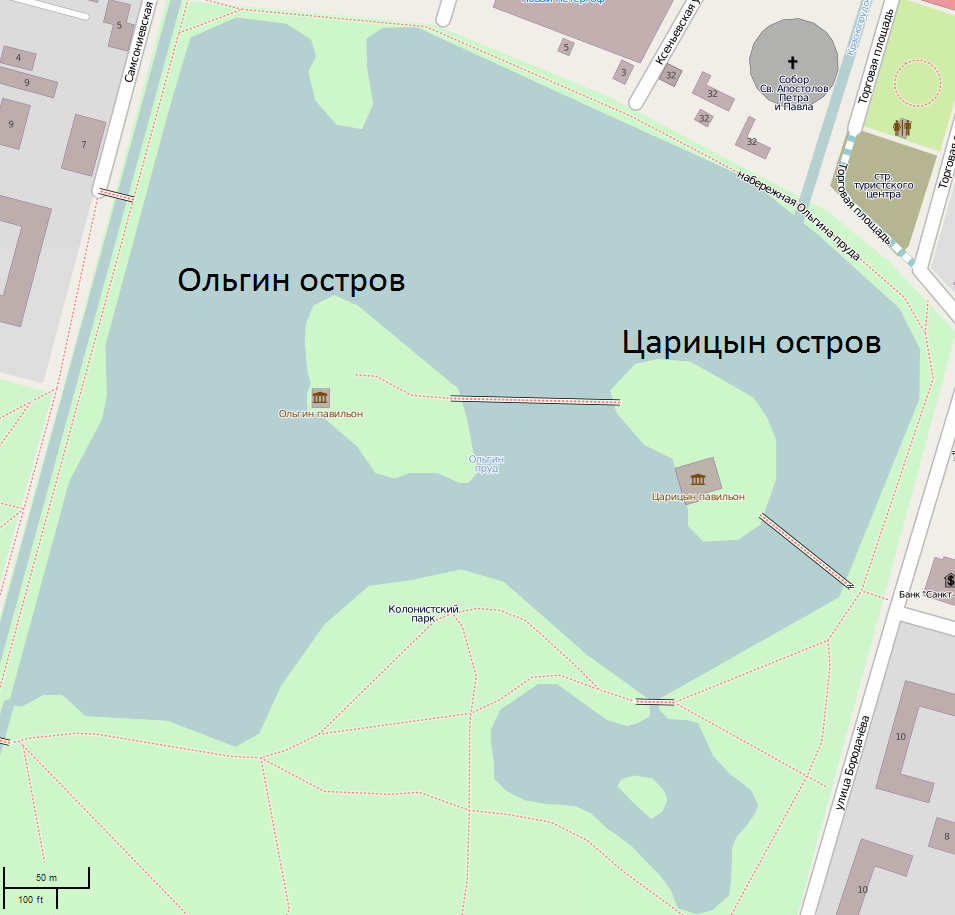
Схема пруда

## История
В 1837 году по приказу Николая I углубили Охотничье болото, создали пруд с островами, а через несколько лет разбили парк вокруг пруда. Своё название пруд получил от Ольгина павильона, который создавался для второй дочери Николая I — Ольги. Служил для снабжения водой города и фонтанов. Вырытую землю использовали для насыпи трёх островов: Ольгина, Царицына и крохотного Кроличьего. На Ольгином и Царицыном островах архитектор Андрей Иванович Штакеншнейдер построил Ольгин и Царицын павильоны для дочери и жены Николая I. Установили мраморную скульптуру, разбили цветники. Берега засадили кустарниками, в основном — сиренью. Переправа между островами осуществлялась с помощью лодок. К Царицыну острову была устроена паромная переправа. В местах причаливания к воде находились мраморные лестницы. В центре между островами, на пьедестале, скрытом под водой, установили мраморную скульптуру «Купающаяся Нимфа». Благоустройством берега и островов руководили садовые мастера Пётр Эрлер и П. И. Архипов. Работы по озеленению продолжались с лета 1839 года до конца 1841 года.

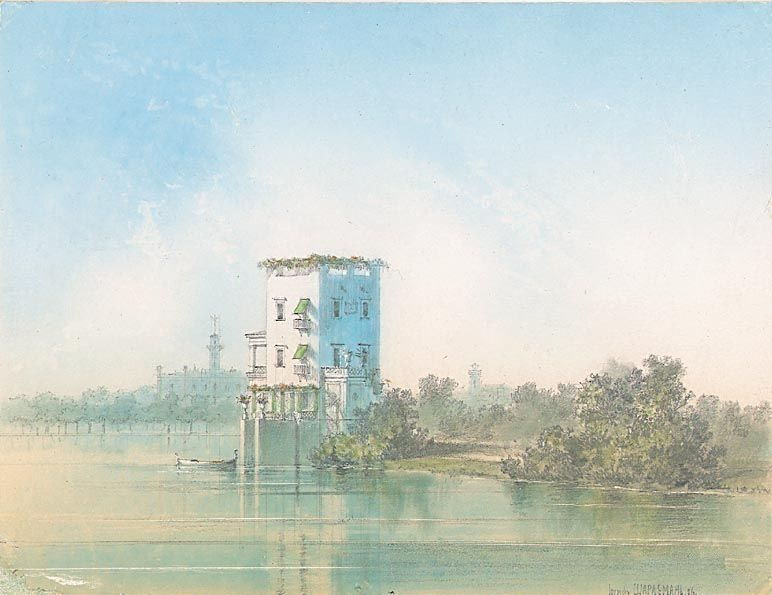
Ольгин остров. Акварель Иосифа Шарлеманя, середина XIX века

## Ольгин остров
Ольгин остров был насыпан в 1838 году при устройстве пруда, и тогда-же был передан во владение капитану В. И. Трувеллеру.
На Ольгином острове для дочери Николая I — Ольги в 1847 году было устроено увеселительное сооружение — Ольгин павильон. В начале XX века Ольгин остров оказался запущеным, скульптура вывезена, павильон опустел. В годы германской оккупации павильон был сожжён. Восстановлен в 2000-е годы.

## Царицын остров
На Царицыном острове для императрицы Александры Фёдоровны в 1842—1844 годах для было устроено увеселительное сооружение — Царицын павильон. Павильон представляет интерес среди небольших архитектурных сооружений, созданных в Петергофе в XIX веке. Он был задуман как подражание помпейским виллам, но в процессе строительства первоначальный проект был значительно изменён: добавлена башня и несколько пристроек. Внутри павильона располагалось несколько комнат, среди которых выделялся «Атриум» с бассейном и стеклянной крышей. Стены и потолки были расписаны в «помпейском» стиле. Достопримечательностью павильона являлся привезённый из раскопок Помпей мозаичный пол в одной из гостиных. Пол увеличили по размеру комнаты за счёт бордюра из порфира и мрамора, изготовленного на петергофской Гранильной фабрике. 

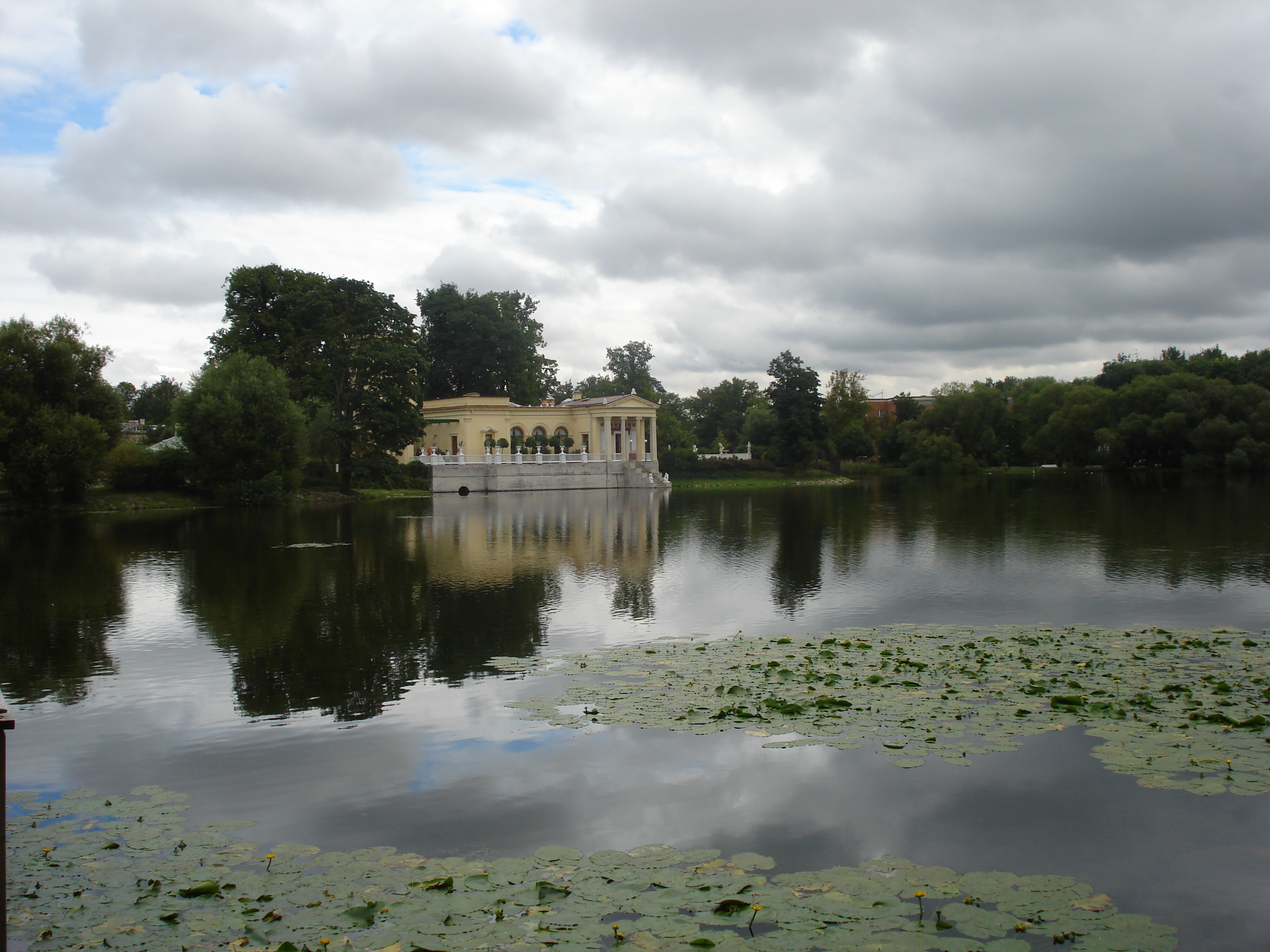
Царицын павильон в XXI веке

На острове находились две полукруглые мраморные скамейки. На спинке одной из них были установлены мраморные античные бюсты. В центре партера, расположенного с северной стороны павильона, находился фонтан «Нарцисс». Над круглым бассейном фонтана склонялась фигура любующегося своим отражением в воде Нарцисса. В 1910 году в северо-восточной части острова был построен кирпичный одноквартирный домик-сторожка. В нём до глубокой старости жили, охраняли и содержали остров в образцовом порядке супруги А. П. и М. П. Рудак. Они определили график проветривания и своевременной консервации павильона на зимний период. В 1920-х годах павильон был законсервирован. Значительная часть специально изготовленной для павильона мебели была вывезена в хранилище Большого дворца.
Оккупанты утопили в пруду паром и увезли его металлический трос. В башне павильона устроили наблюдательный пункт, в домике разместили караульную комнату. От многочисленных долголетних протечек обвалилась бо́льшая часть штукатурки, были испорчены росписи и повреждены полы. Немцы топили плиту и жгли оставшиеся в павильоне мебель и двери. Помпейский пол сохранился. В саду остались валяться, местами разбитые, мраморные бюсты. В 2000-е годы Царицын павильон был восстановлен.

## Старый дуб

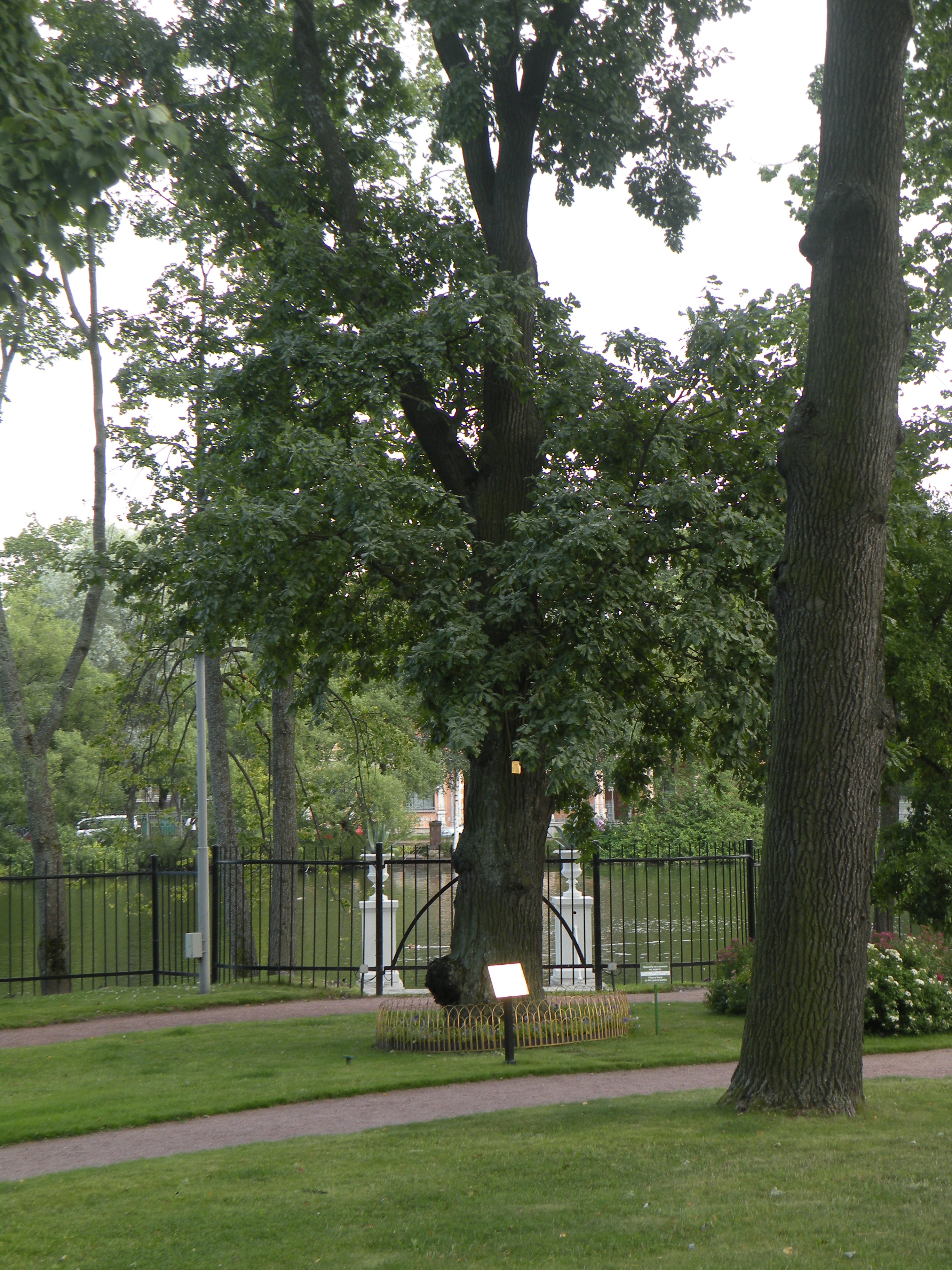
Дуб с могилы Дж. Вашингтона

О старом дубе на Царицыном острове рассказывают следующее предание. Американцы, приехавшие в Россию, подарили императору Николаю I жёлудь с дуба, росшего на могиле Джорджа Вашингтона. Жёлудь посадили на Царицыном острове, из него вырос стройный дуб. Рядом с дубом была поставлена бронзовая мемориальная табличка, не сохранившаяся к нынешнему времени.
Этот «сын» дуба Вашингтона, выросший на острове Ольгиного пруда, заинтересовал первого посла Америки в России Итена А. Хичкока, который взял жёлуди с теперь уже петергофского дуба и перевез через океан, высадив саженцы в Америке, в саду около Белого дома — официальной резиденции президента США, расположенной в Вашингтоне.
Таким образом, около официальной резиденции Президента США растут «внуки» дуба Вашингтона, являющиеся «сыновьями» от укоренившегося в Петергофе дуба Вашингтона.